# افترشیو

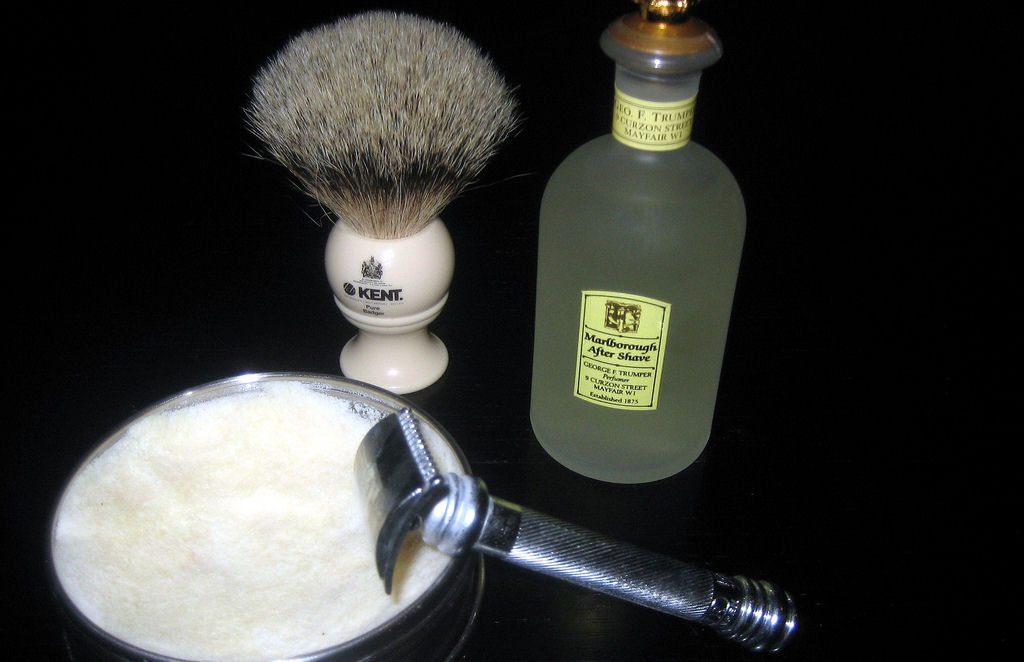
افترشیو در یک بطری همراه با فرچه اصلاح، صابون اصلاح و یک تیغ ایمنی

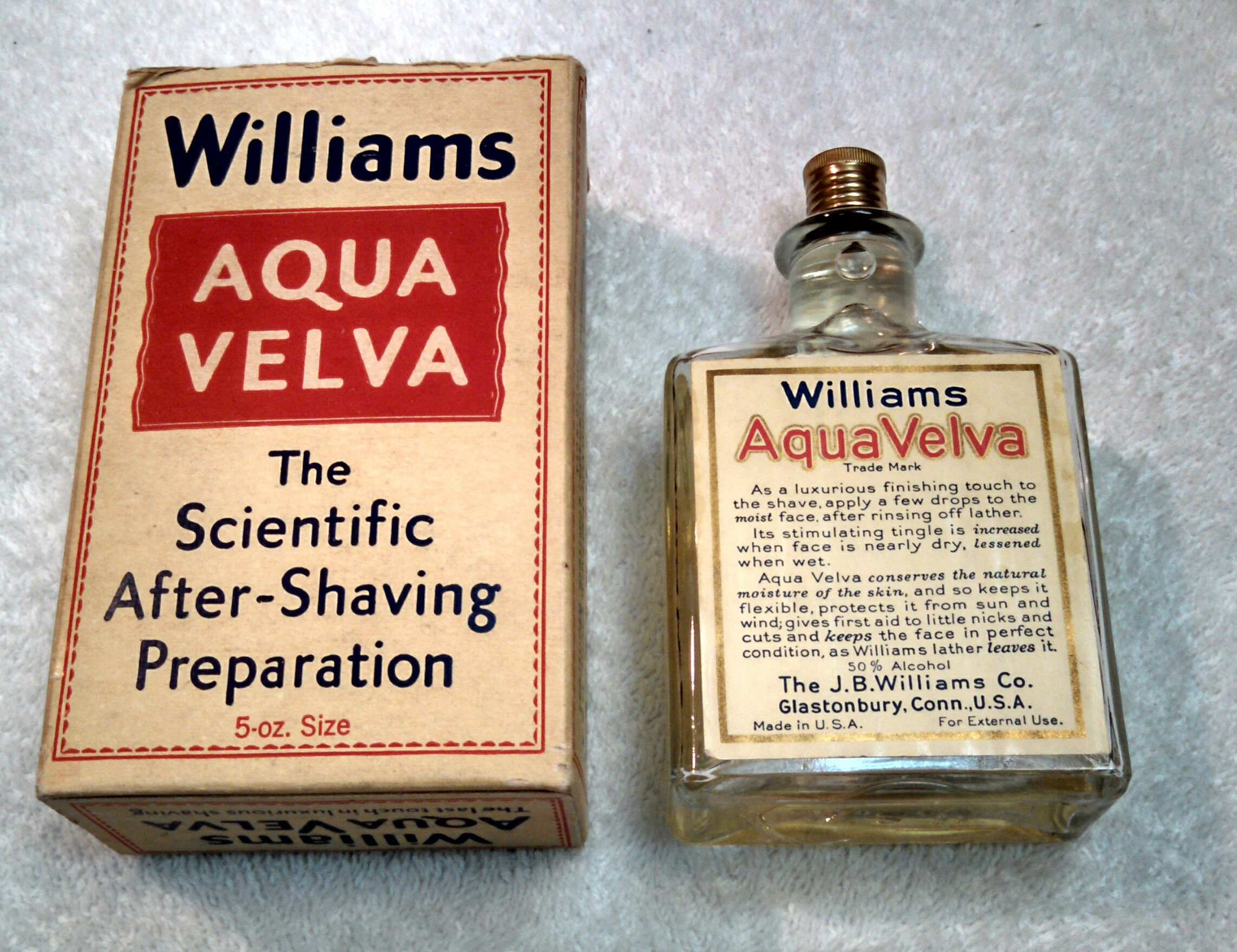
افترشیو ویلیامز آکوا ولوا از دهه ۱۹۳۰

افترشیو (انگلیسی: Aftershave) محصولی است که پس از اصلاح صورت روی پوست اعمال می‌شود. به‌طور سنتی، این یک مایع مبتنی بر الکل (به صورت پاششی) است، اما می‌تواند به صورت یک لوسیون، ژل یا حتی یک خمیر نیز باشد.
افتر شیو اغلب حاوی یک عامل ضد عفونی‌کننده مانند الکل دناتوره شده، سیترات استئارات یا فندق افسون‌گر است تا از عفونت بریدگی‌ها جلوگیری و همچنین به عنوان یک قابض برای کاهش تحریک پوست عمل کند. جوهر نعنا در برخی از انواع آن برای بی‌حس کردن پوست تحریک شده نیز استفاده می‌شود.
افترشیو مبتنی بر الکل معمولاً پس از استفاده از آن بعد از اصلاح، احساس سوزش فوری ایجاد می‌کند، که گاهی اثرات آن چند دقیقه طول می‌کشد، اما معمولاً فقط برای چند ثانیه است. محصولات غیر الکلی نیز در انواع موجود در بازار وجود دارد.
افترشیوهای کرمی مرطوب‌کننده اغلب برای استفاده در زمستان توصیه می‌شوند زیرا به صورت لوسیون بدون الکل هستند و پوست را مرطوب می‌کنند.
برخی از افترشیوها از عطر یا اسانس برای تقویت بو استفاده می‌کنند. مرطوب‌کننده‌های طبیعی و مصنوعی اغلب به عنوان نرم‌کننده پوست تبلیغ می‌شوند.
به دلیل ماهیت بسیار مشابه ادکلن و افترشیو، گاهی به اشتباه افترشیو، ادکلن نامیده می‌شود. برخی از تولیدکنندگان افترشیو، استفاده از افترشیو معطر خود را مانند ادکلن تشویق می‌کنند تا با تشویق مصرف‌کنندگان به استفاده از آن به شیوه ای همه‌کاره تر، نه فقط بعد از یک جلسه اصلاح، فروش را افزایش دهند. در تولید برخی از افترشیوها، از ادکلن الهام گرفته شده است.
افترشیوهای اولیه شامل فندق افسون‌گر و رام خلیج بود و در راهنمای اصلاح ثبت شده است. هر دو این عناصر هنوز به عنوان افترشیو فروخته می‌شوند.